# Rezerwat przyrody Czaplowizna
Rezerwat przyrody Czaplowizna – leśny rezerwat przyrody utworzony w 1980 r. na terenie gminy Łochów w powiecie węgrowskim. Największy rezerwat na terenie Nadbużańskiego Parku Krajobrazowego (213,23 ha). Celem ochrony jest zachowanie naturalnych zbiorowisk leśnych (bór z przewagą sosny), stanowisk roślin chronionych oraz bogatej ornitofauny. Stwierdzono tu 45 gatunków ptaków lęgowych, m.in. bociana czarnego, kruka, jastrzębia, myszołowa, brodźca samotnego, słonkę, pięć gatunków dzięciołów, kilka gatunków sikor i innych.